# Dikariofaza
Dikariofaza, faza jąder sprzężonych – występująca u niektórych gatunków grzybów sytuacja, gdy kariogamia (czyli zlanie jąder) nie następuje zaraz po plazmogamii (czyli połączeniu i zlaniu cytoplazmy kopulujących ze sobą komórek), a jądra męskie występują wraz z jądrami żeńskimi w segmentach strzępek, czyli są one dwujądrowe. Taką parę sprzężonych jąder nazywa się dikarionem.
Dikariofaza występuje u grzybów dawniej zaliczanych do podkrólestwa Dikarya. W najnowszej systematyce grzybów prezentowanej w projekcie Index Fungorum nie wyróżnia się taksonu Dicarya. Zaliczane do Dikarya grzyby należą obecnie do dwóch gromad: podstawczaki (Basidiomycota) i workowce (Ascomycota).